# Amt Jördenstorf

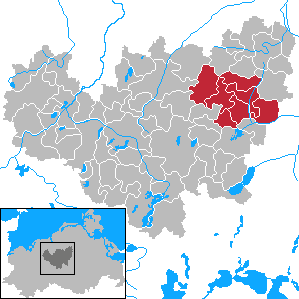
Amt Jördenstorf im ehemaligen Landkreis Güstrow

Im Amt Jördenstorf im ehemaligen Landkreis Güstrow in Mecklenburg-Vorpommern, das seit 1992 existierte, waren die elf Gemeinden Groß Wüstenfelde, Jördenstorf (Amtssitz), Lelkendorf, Levitzow, Matgendorf, Neu Heinde, Poggelow, Prebberede, Remlin, Sukow-Marienhof und Thürkow zur Erledigung ihrer Verwaltungsgeschäfte zusammengeschlossen. Am 1. Juni 2004 wurde das Amt Jördenstorf aufgelöst und die Gemeinden zusammen mit den Gemeinden des ebenfalls aufgelösten Amtes Teterow-Land in das neue Amt Mecklenburgische Schweiz überführt.